# Evenskjer
Evenskjer est une localité du comté de Troms, en Norvège.

## Géographie
Administrativement, Evenskjer fait partie de la kommune de Skånland.